# Arpheuilles-Saint-Priest
Arpheuilles-Saint-Priest település Franciaországban, Allier megyében. Lakosainak száma 374 fő (2022. január 1.). Arpheuilles-Saint-Priest Durdat-Larequille, Marcillat-en-Combraille, Ronnet, Saint-Genest, Terjat és Villebret községekkel határos.

## Népesség
A település népességének változása:
| Lakosok száma | 401  | 321  | 334  | 330  | 351  | 354  | 356  | 357  | 356  | 374  |
|               | 1968 | 1982 | 1990 | 2006 | 2013 | 2015 | 2017 | 2019 | 2020 | 2022 |